# ماسامی هوریئوچی
ماسامی هوریئوچی (انگلیسی: Masami Horiuchi؛ زادهٔ ۲۲ مارس ۱۹۵۰) بازیگر اهل ژاپن است.
از فیلم‌ها یا برنامه‌های تلویزیونی که وی در آن نقش داشته‌است می‌توان به اوزوماکی اشاره کرد.